# Liste des présidents du gouvernement slovaque
Ce tableau recense les présidents du gouvernement de la République slovaque.

## Histoire
Sous le régime de l'État slovaque, État satellite du Troisième Reich institué entre 1939 et 1945, le président du gouvernement (Predseda vlády) est nommé par le président de l'État et chef du parti unique Jozef Tiso.
Le 1er janvier 1993, la République slovaque prend son indépendance de la Tchécoslovaquie et adopte une Constitution dans laquelle le président du gouvernement est nommé par le président de la République en fonction de la composition du Conseil national.

## Titulaires
| Titulaire                                                                         | Titulaire            | Dates du mandat                                                | Parti | Parti       | Président                                       |
| --------------------------------------------------------------------------------- | -------------------- | -------------------------------------------------------------- | ----- | ----------- | ----------------------------------------------- |
| État slovaque (officiellement « République slovaque »}                            |                      |                                                                |       |             |                                                 |
|                                                                                   | Jozef Tiso           | 14 mars – 29 octobre 1939 (7 mois et 15 jours)                 |       | HSĽS-SSNJ   | Lui-même                                        |
|                                                                                   | Vojtech Tuka         | 29 octobre 1939 – 5 septembre 1944 (4 ans, 10 mois et 7 jours) |       | HSĽS-SSNJ   | Jozef Tiso                                      |
|                                                                                   | Štefan Tiso          | 5 septembre 1944 – 4 avril 1945 (6 mois et 30 jours)           |       | HSĽS-SSNJ   | Jozef Tiso                                      |
| République socialiste slovaque au sein de la République socialiste tchécoslovaque |                      |                                                                |       |             |                                                 |
|                                                                                   | Štefan Sádovský (de) | 2 janvier – 4 mai 1969 (4 mois et 2 jours)                     |       | KSČ         | Ludvík Svoboda                                  |
|                                                                                   | Peter Colotka (en)   | 4 mai 1969 – 12 octobre 1988 (19 ans, 5 mois et 8 jours)       |       | KSČ         | Ludvík Svoboda Gustáv Husák                     |
|                                                                                   | Ivan Knotek (en)     | 12 octobre 1988 – 22 juin 1989 (8 mois et 10 jours)            |       | KSČ         | Gustáv Husák                                    |
|                                                                                   | Pavol Hrivnák (en)   | 22 juin – 8 décembre 1989 (5 mois et 16 jours)                 |       | KSČ         | Gustáv Husák                                    |
|                                                                                   | Milan Čič (en)       | 8 décembre 1989 – 28 février 1990 (2 mois et 20 jours)         |       | KSČ         | Marián Čalfa Václav Havel                       |
| République slovaque au sein de la République fédérale tchèque et slovaque         |                      |                                                                |       |             |                                                 |
|                                                                                   | Milan Čič (en)       | 1er mars – 27 juin 1990 (3 mois et 26 jours)                   |       | VPN         | Václav Havel                                    |
|                                                                                   | Vladimír Mečiar      | 27 juin 1990 – 6 mai 1991 (10 mois et 9 jours)                 |       | VPN         | Václav Havel                                    |
|                                                                                   | Ján Čarnogurský      | 6 mai 1991 – 24 juin 1992 (1 an, 1 mois et 18 jours)           |       | KDH         | Václav Havel                                    |
|                                                                                   | Vladimír Mečiar      | 24 juin – 31 décembre 1992 (6 mois et 7 jours)                 |       | HZDS        | Václav Havel Jan Stráský                        |
| République slovaque souveraine                                                    |                      |                                                                |       |             |                                                 |
|                                                                                   | Vladimír Mečiar      | 1er janvier 1993 – 16 mars 1994 (1 an, 2 mois et 15 jours)     |       | HZDS        | Michal Kováč                                    |
|                                                                                   | Jozef Moravčík       | 16 mars – 13 décembre 1994 (5 mois et 28 jours)                |       | DEÚS (sk)   | Michal Kováč                                    |
|                                                                                   | Vladimír Mečiar      | 13 décembre 1994 – 30 octobre 1998 (4 ans, 1 mois et 16 jours) |       | HZDS        | Michal Kováč Lui-même (a.i.)                    |
|                                                                                   | Mikuláš Dzurinda     | 30 octobre 1998 – 4 juillet 2006 (7 ans, 8 mois et 5 jours)    |       | SDK         | Lui-même (a.i.) Rudolf Schuster Ivan Gašparovič |
|                                                                                   | Mikuláš Dzurinda     | 30 octobre 1998 – 4 juillet 2006 (7 ans, 8 mois et 5 jours)    | SDKÚ  |             | Lui-même (a.i.) Rudolf Schuster Ivan Gašparovič |
|                                                                                   | Robert Fico          | 4 juillet 2006 – 8 juillet 2010 (4 ans et 4 jours)             |       | SMER-SD     | Ivan Gašparovič                                 |
|                                                                                   | Iveta Radičová       | 8 juillet 2010 – 4 avril 2012 (1 an, 8 mois et 27 jours)       |       | SDKÚ-DS     | Ivan Gašparovič                                 |
|                                                                                   | Robert Fico          | 4 avril 2012 – 22 mars 2018 (5 ans, 11 mois et 18 jours)       |       | SMER-SD     | Ivan Gašparovič Andrej Kiska                    |
|                                                                                   | Peter Pellegrini     | 22 mars 2018 – 21 mars 2020 (1 an, 11 mois et 28 jours)        |       | SMER-SD     | Andrej Kiska Zuzana Čaputová                    |
|                                                                                   | Igor Matovič         | 21 mars 2020 - 1er avril 2021 (1 an et 11 jours)               |       | OĽaNO       | Zuzana Čaputová                                 |
|                                                                                   | Eduard Heger         | 1er avril 2021 - 15 mai 2023 (2 ans, 1 mois et 14 jours)       |       | OĽaNO       | Zuzana Čaputová                                 |
|                                                                                   | Ľudovít Ódor         | 15 mai - 25 octobre 2023 (5 mois et 10 jours)                  |       | Indépendant | Zuzana Čaputová                                 |
|                                                                                   | Robert Fico          | Depuis le 25 octobre 2023 (1 an, 5 mois et 14 jours)           |       | SMER-SD     | Zuzana Čaputová Peter Pellegrini                |